# Голанд, Ян Генрихович
Ян Генрихович Голанд (род. 11 мая 1936, Куйбышев, СССР) — российский психиатр, психотерапевт, психоаналитик, сексолог, заслуженный врач Российской Федерации.

## Биография
По собственным словам, врач-психиатр в четвёртом поколении.
Окончил Горьковский медицинский институт в 1960 году, после чего был распределён на Сахалин. Вернулся в Горький в 1964 году, где стал заведовать дневным стационаром в Нижегородской психиатрической больнице № 1. Занимал также должность главного психотерапевта Нижегородской области. Специализировался в лечении неврозов, семейных сексуальных дисгармоний, различного рода расстройств психосексуальной сферы.
Ян Голанд приобрёл скандальную известность благодаря тому, что (в отличие от позиции официальной медицины) считает гомосексуальность болезнью. При этом он считает гомосексуальность как болезнь излечимой, а педофилию — нет. На проходившей в Москве в 2002 году международной конференции по сексологии Ян Голанд представил «комплексную методику лечения гомо- и транссексуальности» при помощи сочетания различных методов психотерапии, гипноза, средств, понижающих половое влечение, и аверсивной терапии. В 2002 г. Ян Голанд утверждал, что за 40 лет практики им были разработаны и применены комплексные системы психотерапии, результатом которых стало то, что 68 пациентов-гомосексуалов и 7 транссексуалов ведут гетеросексуальный образ жизни; в 2017 г. число «вылеченных» Голандом, по его собственным словам, гомосексуалов достигло 78. Его давний друг психиатр А. И. Белкин считал его методы корректными. Напротив, сексолог И. С. Кон считал претензии Голанда на научность необоснованными.
Ян Голанд также известен выступлениями за легализацию проституции, вешание новогодней ёлки «вверх ногами» в психотерапевтических целях и обращением к представителям православной церкви с просьбой познакомить пациентов психиатрической больницы с основами православной культуры.

## Награды
- Заслуженный врач Российской Федерации (23 июля 1996) — «за заслуги в области здравоохранения и многолетнюю добросовестную работу»[11].